# Praça do Sesc (Santos)
A Praça do Sesc, cujo nome oficial é Praça Doutor Caio Ribeiro de Moraes e Silva, fica localizada no bairro de Aparecida em Santos, bem em frente ao Sesc. Ela foi inaugurada pelo prefeito Oswaldo Justo no dia 24 de abril de 1987 durante convenção da Lions Club Internacional. Porém, apenas foi instituída formalmente via projeto de lei em 29 de julho de 1987 na Câmara de vereadores de Santos.
A praça foi doada pelo Sesc para a prefeitura, tendo sido construída e urbanizada inteiramente pelo Sesc, enquanto seu nome foi concedido em homenagem ao advogado e ex-presidente da Associação Comercial de Santos durante os anos de 1971 e 1974.
A Praça do Sesc sedia todos os domingos a FeirArte, feira popular de artesanato e gastronomia, sendo uma importante expressão da cultura do bairro santista. Além disso, atualmente conta com pista de cooper, playground, quiosque, estação de empréstimo de bicicletas, bancos e um parque fechado para cachorros (Praça dos Cães). Em determinados locais, também é comum a prática de esportes pelo público como skate, patinação, assim como prática de dança, ioga e ginástica.

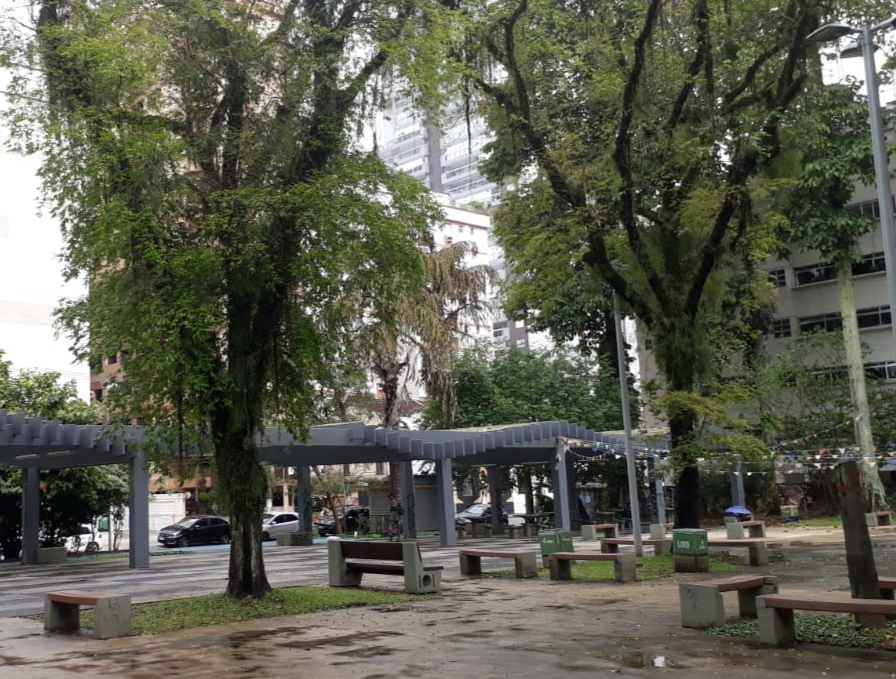
Local da praça utilizado para prática de atividades esportivas

## Reformas realizadas
Em 2004, sofreu uma reforma importante, contando com um aumento da sua capacidade de iluminação com a instalação de 29 novos postes de luz. Além disso, o playground teve sua área ampliada, foi construída uma pista de cooper de 400 metros, o piso em mosaico foi refeito e houve reestruturação das rampas para pessoas com necessidades especiais.
Seis anos depois, foram realizadas novas melhorias no espaço, como reformas básicas de locais já degradados, reestruturação do quiosque e retirada de árvores condenadas.
Em 2018 foi realizada uma primeira etapa de revitalização da praça com o intuito de principalmente de aprimorar a acessibilidade do espaço, realizar obras de paisagismo, instalação de pergolado, iluminação e equipamentos. Durante os serviços executados, a FeirArte deixou de acontecer temporariamente no local.
Em 2019, na segunda etapa da obra de revitalização, a Praça dos Cães foi reinaugurada após ampla reforma que disponibilizou um cercado de 2,3 metros de altura, bebedouros e brinquedos para os animais. Esta praça se tornou a primeira aberta diariamente para os cães, funcionando das 6h da manhã até à meia noite.

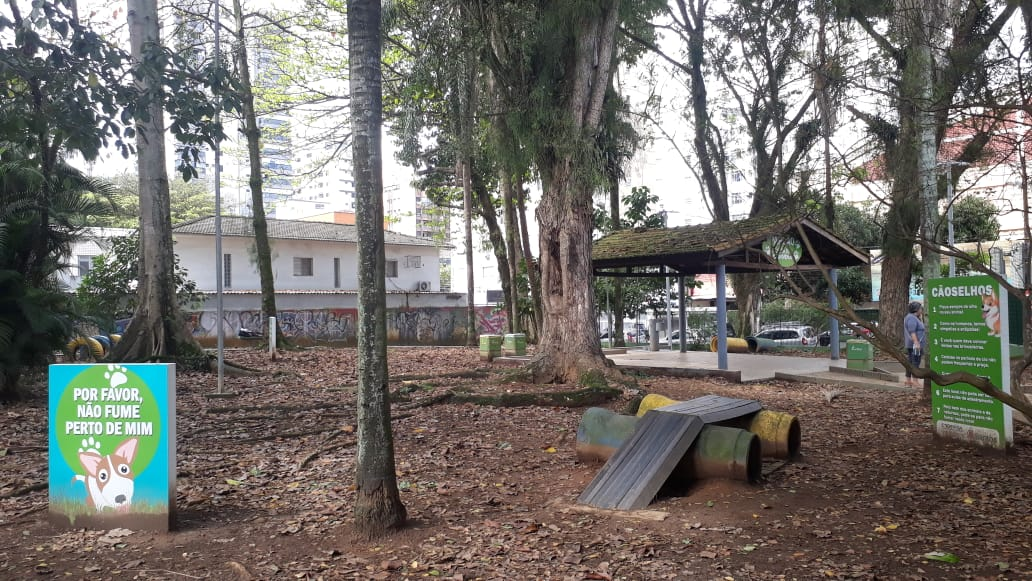
Interior da Praça dos Cães

Em janeiro de 2023, durante o aniversário de 477 anos da cidade de Santos, foi reinaugurado o playground, que passou a contar com 187 m2 , gangorras, um escorregador, um balanço duplo e uma Casinha do Tarzan, além da futmesa, modalidade esportiva que mistura futebol, vôlei e tênis de mesa.

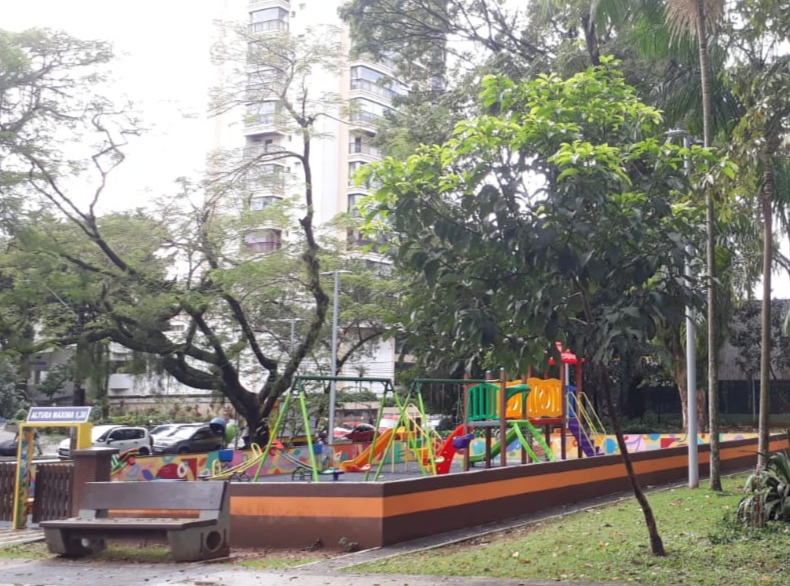
Playground